# NGC 2636
NGC 2636 је елиптична галаксија у сазвежђу Жирафа која се налази на NGC листи објеката дубоког неба.
Деклинација објекта је + 73° 40' 18" а ректасцензија 8h 48m 24,4s. Привидна величина (магнитуда) објекта NGC 2636 износи 13,7 а фотографска магнитуда 14,7. NGC 2636 је још познат и под ознакама UGC 4583, CGCG 331-67, CGCG 332-14, NPM1G +73.0043, PGC 24747.